# Hans Stähli
Hans Stähli (1889 - 1963), was een Zwitsers politicus.
Hans Stähli was lid van de Vrijzinnig Democratische Partij en de Regeringsraad van het kanton Bern.
Hans Stähli was van 1 juni 1933 tot 31 mei 1934 en van 1 juni 1945 tot 31 mei 1946 voorzitter van de Regeringsraad (dat wil zeggen regeringsleider) van het kanton Bern.
Hans Stähli was ook lid van de Nationale Raad (tweede kamer Bondsvergadering). Van 4 december 1939 tot 2 december 1940 was hij als opvolger van Henry Vallotton (BGB) voorzitter van de Nationale Raad.